# フレームワークス・エンターテインメント
株式会社フレームワークス・エンターテインメント（英: Frameworks Entertainment, Inc.）は、かつて存在していた日本の映像制作会社である。
VFX制作およびコンピュータグラフィックス（CG）によるアニメーション制作を行い、主に平成仮面ライダーシリーズや牙狼〈GARO〉シリーズなどの特撮作品に数多く参加している他、NHKのドキュメンタリー番組にVFXを提供していた。

## 概要
社名は映画やテレビの画面枠(フレーム)に由来すると同時に、「エンターテインメント業界の基盤となり、優れた仕事や作品を生み出していく」という意味が込められている。
当初は有限会社だったが、2007年3月より株式会社に組織変更。2013年には取締役兼プロデューサーを務めていた野澤一弥がウェブ制作部門を独立させ、コアフレーム株式会社として法人化。同社の代表取締役に就任した。この他にも関連会社として、遊戯施設の造形物および内装の企画設計・製作業務を行うフレームワークス・アートショップがある。
映画、テレビ番組、CMなどにおいて幅広くVFXやアニメーションの制作を行っており、特にNHKのドキュメンタリー番組には、2012年放送のNHKスペシャル以来、毎年VFXを提供している。
2020年12月、代表取締役の杉村和之の高齢を理由として2021年1月付けで業務を終了する旨を発表した。スタッフは全員、オー・エル・エム・デジタル出身の小林雅士が設立した株式会社レイルズに移籍する。

### 関連会社
有限会社フレームワークス・アートショップ
- 英文社名：Frameworks Artshop, Inc.[8]
- 所在地
  - 東京本部　〒132-0021 東京都江戸川区中央3-6-14 三家第一ビル1F[8]
  - 大阪事務所　〒531-0075 大阪府大阪市北区大淀南3-2-4 アパートメントK's 505[8]
- 設立：2003年12月12日[8]
- 業種：内装仕上工事業[8]
- 業務内容：インテリアデザインおよび商業美術デザインの製作・請負、遊戯施設およびイベント会場の企画設計・製作・請負 他[9]
- 代表者：前島伸次(代表取締役社長)、渡辺美穂(取締役)[8]
- 資本金：300万円[8]

コアフレーム株式会社
- 英文社名：coreframe, Inc.[6]
- 本社所在地：〒101-0025 東京都千代田区神田佐久間町3-37 由良ビル
- 設立：2013年3月6日[6]
- 業種：情報通信業
- 業務内容：ウェブサイト等の企画・デザイン・コーディング、映画・テレビ番組等のモニターグラフィックスデザイン 他[6]
- 代表者：野澤一弥(代表取締役社長)[6]
- 資本金：300万円[6]
- 従業員数：16名(2017年4月現在)[6]
- 主要取引先：I&S BBDO、アニプレックス、オフィスクレッシェンド、角川ゲームス、大映テレビ、集英社、松竹撮影所、ソニー・ミュージックアーティスツ、ソニー・ミュージックコミュニケーションズ、テレビ朝日ミュージック、TBSテレビ、東映アニメーション、MAGES.、マーベラス、VFX-JAPAN 他[6]

## 参加作品

### 映画(VFX)

#### 2001年～2009年
| 公開年 | 作品名                                                                    |
| ------ | ------------------------------------------------------------------------- |
| 2001年 | ウルトラマンコスモス THE FIRST CONTACT                                    |
| 2002年 | ゴジラ×メカゴジラ                                                         |
| 2004年 | ゴジラ×モスラ×メカゴジラ 東京SOS                                          |
| 2005年 | ゴジラ FINAL WARS                                                         |
| 2005年 | 空を飛んだオッチ                                                          |
| 2006年 | 男たちの大和/YAMATO                                                       |
| 2006年 | 劇場版 仮面ライダー電王 俺、誕生!                                         |
| 2007年 | 俺は、君のためにこそ死ににいく                                            |
| 2007年 | 茶々 天涯の貴妃                                                           |
| 2007年 | 大日本人                                                                  |
| 2008年 | 劇場版 仮面ライダーキバ 魔界城の王                                        |
| 2008年 | 映画 クロサギ                                                             |
| 2008年 | 神様のパズル                                                              |
| 2008年 | 大決戦!超ウルトラ8兄弟                                                    |
| 2008年 | ハッピーフライト                                                          |
| 2009年 | 劇場版 超・仮面ライダー電王&ディケイド NEOジェネレーションズ 鬼ヶ島の戦艦 |
| 2009年 | しんぼる                                                                  |
| 2009年 | ヤッターマン                                                              |
| 2009年 | 劇場版 仮面ライダーディケイド オールライダー対大ショッカー                |
| 2009年 | 沈まぬ太陽                                                                |
| 2009年 | 山形スクリーム                                                            |
| 2009年 | 大怪獣バトル ウルトラ銀河伝説 THE MOVIE                                   |
| 2009年 | カムイ外伝                                                                |

#### 2010年代
| 公開年 | 作品名                                                                                      |
| ------ | ------------------------------------------------------------------------------------------- |
| 2010年 | ゼブラーマン -ゼブラシティの逆襲-                                                           |
| 2010年 | 怪談レストラン                                                                              |
| 2010年 | 仮面ライダー×仮面ライダー オーズ&ダブル feat.スカル MOVIE大戦CORE                           |
| 2010年 | ウルトラマンゼロ THE MOVIE 超決戦!ベリアル銀河帝国                                          |
| 2011年 | オーズ・電王・オールライダー レッツゴー仮面ライダー                                         |
| 2011年 | 忍たま乱太郎                                                                                |
| 2011年 | 海賊戦隊ゴーカイジャー THE MOVIE 空飛ぶ幽霊船                                               |
| 2011年 | はやぶさ/HAYABUSA                                                                           |
| 2011年 | 聯合艦隊司令長官 山本五十六                                                                 |
| 2012年 | 仮面ライダー×スーパー戦隊 スーパーヒーロー大戦                                              |
| 2012年 | 東京スカイツリー 世界一のひみつ                                                             |
| 2012年 | 仮面ライダーフォーゼ THE MOVIE みんなで宇宙キターッ!                                        |
| 2012年 | 宇宙刑事ギャバン THE MOVIE                                                                  |
| 2012年 | アウトレイジ ビヨンド                                                                       |
| 2012年 | 仮面ライダー×仮面ライダー ウィザード&フォーゼ MOVIE大戦アルティメイタム                     |
| 2013年 | 牙狼〈GARO〉〜蒼哭ノ魔竜〜                                                                  |
| 2013年 | 仮面ライダー×スーパー戦隊×宇宙刑事 スーパーヒーロー大戦Z                                    |
| 2013年 | 体脂肪計タニタの社員食堂                                                                    |
| 2013年 | 絶叫学級                                                                                    |
| 2013年 | リアル〜完全なる首長竜の日〜                                                                |
| 2013年 | 劇場版 獣電戦隊キョウリュウジャー ガブリンチョ・オブ・ミュージック                          |
| 2013年 | 劇場版 仮面ライダーウィザード in Magic Land                                                 |
| 2013年 | ジンクス!!!                                                                                 |
| 2013年 | 仮面ライダー×仮面ライダー 鎧武&ウィザード 天下分け目の戦国MOVIE大合戦                       |
| 2014年 | 抱きしめたい -真実の物語-                                                                   |
| 2014年 | 魔女の宅急便                                                                                |
| 2014年 | 平成ライダー対昭和ライダー 仮面ライダー大戦 feat.スーパー戦隊                               |
| 2014年 | 幕末高校生                                                                                  |
| 2014年 | 劇場版 仮面ライダー鎧武 サッカー大決戦!黄金の果実争奪杯!                                    |
| 2014年 | 忍ジャニ参上! 未来への戦い                                                                  |
| 2014年 | 舞妓はレディ                                                                                |
| 2014年 | 柘榴坂の仇討                                                                                |
| 2014年 | 神さまの言うとおり                                                                          |
| 2014年 | 仮面ライダー×仮面ライダー ドライブ&鎧武 MOVIE大戦フルスロットル                             |
| 2015年 | ソロモンの偽証 〈前篇・事件〉〈後篇・裁判〉                                                 |
| 2015年 | スーパーヒーロー大戦GP 仮面ライダー3号                                                      |
| 2015年 | 暗殺教室                                                                                    |
| 2015年 | 劇場版 仮面ライダードライブ サプライズ・フューチャー                                        |
| 2015年 | 仮面ライダー×仮面ライダー ゴースト&ドライブ 超MOVIE大戦ジェネシス                           |
| 2016年 | 暗殺教室〜卒業編〜                                                                          |
| 2016年 | 仮面ライダー1号                                                                             |
| 2016年 | 劇場版 仮面ライダーゴースト 100の眼魂とゴースト運命の瞬間                                   |
| 2016年 | 仮面ライダー平成ジェネレーションズ Dr.パックマン対エグゼイド&ゴーストwithレジェンドライダー |
| 2017年 | 本能寺ホテル                                                                                |
| 2017年 | 暗黒女子                                                                                    |
| 2017年 | 仮面ライダー×スーパー戦隊 超スーパーヒーロー大戦                                            |
| 2017年 | 劇場版 仮面ライダーエグゼイド トゥルー・エンディング                                        |
| 2017年 | 亜人                                                                                        |
| 2018年 | 牙狼〈GARO〉神ノ牙-KAMINOKIBA-                                                              |

### アニメーション

#### テレビ作品
| 放送年 | 作品名                                                  | 備考             |
| ------ | ------------------------------------------------------- | ---------------- |
| 2004年 | SDガンダムフォース                                      | CG制作           |
| 2005年 | 機動戦士ガンダムSEED DESTINY                            | CGモデリング     |
| 2005年 | 機動新撰組 萌えよ剣 TV                                  | CG制作           |
| 2010年 | SDガンダム三国伝 Brave Battle Warriors                  | CG制作           |
| 2011年 | アップルシードXIII                                      | CG制作           |
| 2012年 | 超速変形ジャイロゼッター                                | エンディング制作 |
| 2013年 | 革命機ヴァルヴレイヴ                                    | CG制作           |
| 2014年 | ラブライブ!(第2期)                                      | CG制作           |
| 2014年 | ONE PIECE “3D2Y” エースの死を越えて! ルフィ仲間との誓い | CG制作           |

#### 劇場作品
| 公開年 | 作品名                                          | 備考   |
| ------ | ----------------------------------------------- | ------ |
| 2010年 | 超電影版 SDガンダム三国伝 Brave Battle Warriors | CG制作 |
| 2010年 | ノラゲキ!                                       | CG制作 |
| 2011年 | 劇場リミックス版 アップルシードXIII             | CG制作 |
| 2015年 | 映画 プリキュアオールスターズ 春のカーニバル♪   | CG制作 |

### テレビ番組

#### ドラマ
| 放送年 | 作品名                                  | 備考                             |
| ------ | --------------------------------------- | -------------------------------- |
| 2006年 | 生物彗星WoO                             | VFX                              |
| 2006年 | ギャルサー                              | VFX                              |
| 2012年 | 特命戦隊ゴーバスターズ                  | VFX、1話～3話まで参加            |
| 2012年 | 七人の敵がいる! 〜ママたちのPTA奮闘記〜 | オープニングCG制作               |
| 2013年 | 獣電戦隊キョウリュウジャー              | VFX、17話および18話に参加        |
| 2013年 | 牙狼-GARO- 〜闇を照らす者〜             | VFX                              |
| 2014年 | 牙狼〈GARO〉-魔戒ノ花-                  | VFX・1話、19話、24話、25話に参加 |
| 2015年 | 牙狼〈GARO〉-GOLD STORM- 翔             | VFX                              |
| 2016年 | 動物戦隊ジュウオウジャー                | VFX、1話および2話に参加          |
| 2016年 | 牙狼〈GARO〉-魔戒烈伝-                  | VFX、5話に参加                   |
| 2017年 | 絶狼〈ZERO〉-DRAGON BLOOD-              | VFX、9話および12話に参加         |
| 2017年 | ファイナルライフ -明日、君が消えても-   | VFX                              |

※以下の作品には全てVFX制作で参加。
| 放送年 | 作品名                                                                |
| ------ | --------------------------------------------------------------------- |
| 2005年 | 火垂るの墓 (DRAMA COMPLEX 終戦60年スペシャルドラマ)                   |
| 2006年 | ビバ!山田バーバラ(金曜ナイトドラマ スペシャル番組)                    |
| 2007年 | 名探偵コナンドラマスペシャル第2弾「工藤新一の復活! 黒の組織との対決」 |
| 2008年 | 夢をかなえるゾウ 男の成功篇                                           |
| 2008年 | 東京大空襲 (日本テレビ開局55周年記念番組)                             |
| 2012年 | ブラックボード〜時代と戦った教師たち〜                                |
| 2013年 | 女信長                                                                |
| 2015年 | 妻と飛んだ特攻兵(テレビ朝日「日曜エンターテインメント」)              |
| 2015年 | 経世済民の男 小林一三(NHK放送90年ドラマ)                              |

#### ドキュメンタリー・教養
| 放送年 | 作品名                                                                               | 備考                             |
| ------ | ------------------------------------------------------------------------------------ | -------------------------------- |
| 2012年 | NHKスペシャル「MEGAQUAKE II」                                                        |                                  |
| 2013年 | NHKスペシャル「病の起源」                                                            |                                  |
| 2013年 | NHKスペシャル「MEGAQUAKE III 巨大地震 よみがえる関東大震災〜首都壊滅・90年目の警告」 |                                  |
| 2014年 | 天下無双 皇室の宝(NHK BSプレミアム)                                                  |                                  |
| 2014年 | NHKスペシャル「人体 ミクロの大冒険」                                                 | プロローグ、第1回に参加          |
| 2014年 | NHKスペシャル「巨大災害 MEGA DISASTER 地球大変動の衝撃」                             | 第1回、第2回、第4回、第5回に参加 |
| 2015年 | NHKスペシャル「NEXT WORLD 私たちの未来」                                             | 第2回に参加                      |
| 2015年 | 深海のロストワールド 追跡! 謎の古代魚(NHK BSプレミアム「ザ・プレミアム」)            |                                  |
| 2015年 | 超体感! 古代モンスター復活ミュージアム(NHK)                                          |                                  |
| 2015年 | NHKスペシャル「巨大災害 MEGA DISASTER II 日本に迫る脅威」                            | 第1回～第3回に参加               |
| 2015年 | カラダのヒミツ〜美と若さの新常識〜(NHK BSプレミアム)                                 | 第1回に参加                      |
| 2016年 | NHKスペシャル「原発メルトダウン危機の88時間」                                        |                                  |
| 2016年 | NHKスペシャル「MEGA CRISIS 巨大危機〜脅威と闘う者たち〜」                            | 第1回、第2回、第4回に参加        |
| 2016年 | ロスト北斎 The Lost Hokusai〜幻の巨大絵に挑む男たち〜(NHK)                           |                                  |
| 2017年 | NHK BS1スペシャル「失われた大隊を救出せよ〜米国日系人部隊 "英雄"たちの真実」         |                                  |
| 2017年 | NHK BS1スペシャル「究極のヨットレースを"自撮る" 〜冒険家 白石康次郎の挑戦〜」        |                                  |
| 2017年 | NHKスペシャル「MEGA CRISIS 巨大危機Ⅱ〜脅威と闘う者たち〜」                           | 第1回および第2回に参加           |
| 2017年 | スーパープレミアム「探検! ツタンカーメン王墓」(NHK BSプレミアム)                     |                                  |

### ゲーム
| 発売年 | 作品名                                               | 備考                                                             |
| ------ | ---------------------------------------------------- | ---------------------------------------------------------------- |
| 1999年 | スターイクシオン                                     | ゲーム内ムービー制作                                             |
| 1999年 | MEREMANOID 〜マーメノイド〜                          | ゲーム内ムービー制作                                             |
| 1999年 | ドラゴンヴァラー                                     | ゲーム内ムービー制作                                             |
| 2000年 | カムライ-神来-                                       | ゲーム内ムービー制作                                             |
| 2000年 | CARRIER                                              | ゲーム内ムービー制作                                             |
| 2002年 | ジェットでGO!2                                       |                                                                  |
| 2002年 | サルゲッチュ2                                        | パッケージ用グラフィックス制作                                   |
| 2002年 | 真・女神転生NINE                                     |                                                                  |
| 2003年 | サルアイトーイ 大騒ぎ!ウッキウキゲームてんこもりっ!! | パッケージおよびプロモーションイメージ用グラフィックスのデザイン |
| 2004年 | 空戦II                                               |                                                                  |
| 2006年 | ワールドサッカーウイニングイレブンDS                 | パッケージ用グラフィックス制作                                   |
| 2010年 | とんがり帽子と魔法のお店                             | パッケージ用グラフィックス制作                                   |
| 2011年 | テイルズ オブ ザ ヒーローズ ツインブレイヴ           | イベントムービー制作                                             |

### 展示映像・アミューズメント用映像
- いわて子どもの森 -「ジャッキー海底大冒険」
- 関西国際空港 -「スペースプレーン・ザ・ライド」
- ダイキン工業ショールーム フーハ大阪 -「快適を求める旅」
- 東京都水の科学館 -「アクア・トリップ 水のたびシアター」
- 栃木県なかがわ水遊園 - 水族館内映像
- 富士急ハイランド -「GUNDAM THE RIDE A BAOA QU」プレショー映像

### ミュージックビデオ
- 土屋明子「恋ふ」
- 松たか子「時の船」